# 修善寺站
修善寺站（日语：／ Shuzenji eki */?）是位於靜岡縣伊豆市柏久保，屬於伊豆箱根鐵道的駿豆線車站。車站編號為IS13。此為駿豆線的終點站，其附近設有前往鄰近的市和町的巴士路線。
此站的站房在在2014年（平成26年）進行重建，並新設北出口和南北行人通道。站內設有土產店、觀光詢問處和車站便當店。而北出口開始使用後，巴士和計程車仍然在南出口出發。

## 歷史
- 1924年（大正13年）8月1日：大仁至修善寺之間開通，此站啟用。
- 1966年（昭和41年）12月1日：結束貨物業務。
- 1983年（昭和58年）4月27日：車站大樓落成。
- 2000年（平成12年）：被選定為中部車站百選。
- 2013年（平成25年）10月5日：新車站大樓部分設施開始使用。
- 2014年（平成26年）9月13日：舉行新車站大樓落成典禮[1]。
- 2015年（平成27年）3月27日：，在鐵道綜合技術研究所研究下，全球首架列車使用超導輸電技術於田京至修善寺之間成功行走[2]。在大仁站設置了超導輸電系統，以進行試驗行走。
- 2024年8月1日，修善寺站迎來開業的100周年[3][4][5][6]。

## 車站構造
此站是設有3面5線港灣式月台的地面車站和有人車站，並設有自動售票機、自動閘機（不可使用TOICA、Suica等IC卡）餐廳、土產店和7-11。
在售票處可購買直通JR的車票（包括特急「踊子」特急票和新幹線特急票），售票處內設有POS終端和MARS系統終端。當中，車票由POS終端發行，特急券由MARS系統終端發行（但是，踊子在駿豆線內不需要特急票，因此此站發售的新幹線、在來線特急車票均由三島站出發）。
特急「踊子」在3、4號月台出發。普通列車基本上在2、3號月台出發。當3號月台特急列車停站時便使用5號月台。早上1班折返不載客列車會使用1號月台。在星期六晚間，特急「踊子」會停泊在此站，等候翌日星期日執行班次。在列車發車時，會響起電子鈴（發車鈴）。每座月台的電子鈴都有不同音高。
過去站內設有包括機走線之內的3條側線。在此站進行改善工程後，機走線的路軌建設了5號月台，並於2012年12月1日開始使用。5號月台只可容納3卡車廂，因此只有普通列車使用。其餘2條側線中，其中1條已經撤走。
西武集團各公司與動畫作品「Love Live! Sunshine!!」進行商業搭配，於站內設置了紙板人像。另外，在2017年11月21日至2019年7月10日之間，車站大堂內展出了大型SL車頭模型（展出完畢後SL車頭遷移至沼津市的富士之國千本松Forum）。

### 月台
| 月台 | 路線          | 上下行 | 方向                 | 備註                    |
| ---- | ------------- | ------ | -------------------- | ----------------------- |
| 1    | 駿豆線        | 上行   | 三島方向             | 早上1班外均為不載客列車 |
| 2    | 駿豆線        | 上行   | 三島方向             |                         |
| 3    | ■特急「踊子」 | 上行   | 三島、熱海、東京方向 |                         |
| 3    | 駿豆線        | 上行   | 三島方向             |                         |
| 4    | ■特急「踊子」 | 上行   | 三島、熱海、東京方向 |                         |
| 5    | 駿豆線        | 上行   | 三島方向             | 只有部分列車使用        |

## 車站便當
舞壽司主要販賣以下車站便當。
- 武士之味壽司
- 武士之芥末鬥雞飯
- 武士之味卷壽司
- 武士之壽司
- 武士之散壽司
- 武士之香菇便當
- 武士之芥末稻荷
- 武士之助六便當

## 使用狀況
根據「靜岡縣統計年鑑」，在2018年（平成30年）度，1日平均乘車人次為2,292人。
| 年度               | 1日平均 乘車人次 | 參考資料 |
| ------------------ | ---------------- | -------- |
| 1993年（平成05年） | 4,232            | [ * 1 ]  |
| 1994年（平成06年） | 4,037            | [ * 2 ]  |
| 1995年（平成07年） | 3,828            | [ * 3 ]  |
| 1996年（平成08年） | 3,836            | [ * 4 ]  |
| 1997年（平成09年） | 3,639            | [ * 5 ]  |
| 1998年（平成10年） | 3,488            | [ * 6 ]  |
| 1999年（平成11年） | 3,394            | [ * 7 ]  |
| 2000年（平成12年） | 3,249            | [ * 8 ]  |
| 2001年（平成13年） | 3,205            | [ * 9 ]  |
| 2002年（平成14年） | 3,094            | [ * 10 ] |
| 2003年（平成15年） | 3,041            | [ * 11 ] |
| 2004年（平成16年） | 2,889            | [ * 12 ] |
| 2005年（平成17年） | 2,819            | [ * 13 ] |
| 2006年（平成18年） | 2,791            | [ * 14 ] |
| 2007年（平成19年） | 2,703            | [ * 15 ] |
| 2008年（平成20年） | 2,600            | [ * 16 ] |
| 2009年（平成21年） | 2,415            | [ * 17 ] |
| 2010年（平成22年） | 2,545            | [ * 18 ] |
| 2011年（平成23年） | 2,473            | [ * 19 ] |
| 2012年（平成24年） | 2,457            | [ * 20 ] |
| 2013年（平成25年） | 2,428            | [ * 21 ] |
| 2014年（平成26年） | 2,319            | [ * 22 ] |
| 2015年（平成27年） | 2,353            | [ * 23 ] |
| 2016年（平成28年） | 2,366            | [ * 24 ] |
| 2017年（平成29年） | 2,378            | [ * 25 ] |
| 2018年（平成30年） | 2,296            | [ * 26 ] |

## 車站周邊
- 伊豆市政廳
- 靜岡縣立伊豆綜合高等學校（日语：静岡県立伊豆総合高等学校）
- 修善寺溫泉
- 修禪寺（日语：修禅寺）
- 狩野川
- 修善寺虹之鄉
- 日本單車運動中心（日语：日本サイクルスポーツセンター）
- 日本競輪選手養成所（日语：日本競輪選手養成所）
- 國道136號（日语：国道136号）
- 靜岡縣道12號伊東修善寺線（日语：静岡県道12号伊東修善寺線）
- 靜岡縣道80號熱海大仁線（日语：静岡県道80号熱海大仁線）
- 東海巴士修善寺站前詢問處
- 花月園（日语：花月園 (旅館)）

## 巴士路線
| 乘車場 | 系統                       | 主要途經                                                     | 目的地          | 巴士公司              | 備註                   |
| ------ | -------------------------- | ------------------------------------------------------------ | --------------- | --------------------- | ---------------------- |
| 1      | C10 修10                   |                                                              | 修善寺溫泉      | 東海巴士 伊豆箱根巴士 |                        |
| 1      | C11                        | 修善寺溫泉                                                   | 湯舟口          | 東海巴士              |                        |
| 2      | 修24                       | 白岩、八幡、地藏堂入口、貴僧坊                               | 筏場            | 伊豆箱根巴士          |                        |
| 2      | 修25                       | 白岩、八幡、地藏堂入口、地藏堂                               | 筏場            | 伊豆箱根巴士          |                        |
| 3      | C30                        | 修善寺溫泉、古宇口                                           | 戶田            | 東海巴士              |                        |
| 3      | C32                        | 修善寺溫泉、修善寺虹之鄉、古宇口                             | 戶田            | 東海巴士              |                        |
| 3      | C33                        | 修善寺溫泉                                                   | 修善寺虹之鄉    | 東海巴士              | 在虹之鄉休息日暫停服務 |
| 3      | C34                        | 修善寺溫泉、修善寺新城                                       | 修善寺虹之鄉    | 東海巴士              | 在虹之鄉休息日暫停服務 |
| 3      | C37                        | 修善寺溫泉                                                   | 楓林前          | 東海巴士              | 在虹之鄉休息日提供服務 |
| 3      | C38                        | 修善寺溫泉、修善寺新城                                       | 楓林前          | 東海巴士              | 在虹之鄉休息日提供服務 |
| 4      | W30                        | 狹間、出口、土肥溫泉、堂島                                   | 松崎            | 東海巴士              |                        |
| 4      | W39 快速                   | 狹間、出口、土肥溫泉、繞道、堂島                             | 松崎 長八美術館 | 東海巴士              |                        |
| 4      | W39 快速                   | 本立野、出口、土肥溫泉、繞道、堂島                           | 松崎            | 東海巴士              |                        |
| 5      | C50                        | 狹間、出口、湯島、淨蓮瀑布、昭和之森會館、天城峠             | 河津站          | 東海巴士              |                        |
| 5      | C51                        | 修善寺溫泉、狹間、出口、湯島、淨蓮瀑布、昭和之森會館、天城峠 | 河津站          | 東海巴士              |                        |
| 5      | C63                        | 狹間、出口、湯島、淨蓮瀑布、昭和之森會館、天城峠             | 八丁池口        | 東海巴士              | 季節性服務             |
| 5      | C52                        | 本立野、出口、湯島、淨蓮瀑布                                 | 昭和之森會館    | 東海巴士              |                        |
| 5      | C53                        | 本立野、出口、湯島、淨蓮瀑布                                 | 天城之杜        | 東海巴士              |                        |
| 5      | C54                        | 本立野、出口                                                 | 湯島            | 東海巴士              |                        |
| 5      | C55                        | 本立野、出口、湯島、湯島溫泉                                 | 持越溫泉        | 東海巴士              |                        |
| 5      | C56                        | 本立野、出口、湯島                                           | 湯島溫泉        | 東海巴士              |                        |
| 5      | C58                        | 本立野、出口、吉奈溫泉、湯島、湯島溫泉                       | 持越溫泉        | 東海巴士              |                        |
| 5      | C59                        | 本立野、出口、吉奈溫泉、湯島                                 | 湯島溫泉        | 東海巴士              |                        |
| 5      | C61                        | 本立野、下柿木、日活寮前                                     | 柿木大野        | 東海巴士              |                        |
| 5      | C62                        | 本立野、助惣、日活酒店口、下柿木                             | 柿木循環        | 東海巴士              |                        |
| 6      | 伊豆長岡、 修善寺溫泉Liner | 池尻大橋、新宿站西出口                                       | Busta新宿       | 東海巴士              |                        |
| 6      | C72                        | 白岩、八幡、橫手、下尾野口                                   | 澤口            | 東海巴士              | 學校假期暫停服務       |
| 6      | C73                        | 白岩、八幡、橫手                                             | 下尾野口        | 東海巴士              |                        |
| 6      | C74                        | 加殿                                                         | 中伊豆溫泉醫院  | 東海巴士              |                        |
| 6      | I41                        | 白岩、八幡、横手、冷川峠                                     | 伊東站          | 東海巴士              |                        |
| 6      | W39 快速                   | 長岡溫泉                                                     | 三島站          | 東海巴士              |                        |
| 7      | C80                        | 大仁橋南、熊坂、大仁站前、浮橋                               | 龜石峠          | 東海巴士              |                        |
| 7      | C87                        | 大仁橋南、熊坂、大仁站前、田京站、浮橋                       | 龜石峠          | 東海巴士              |                        |
| 7      | C84                        | 牧之鄉公民館、熊坂、堀切                                     | 上大澤          | 東海巴士              | 假日暫停服務           |
| 7      | C85                        | 牧之鄉公民館                                                 | 熊坂            | 東海巴士              | 學校假期暫停服務       |
| 7      | C92                        | 伊豆綜合高校                                                 | 馬渡橋          | 東海巴士              |                        |

## 圖庫

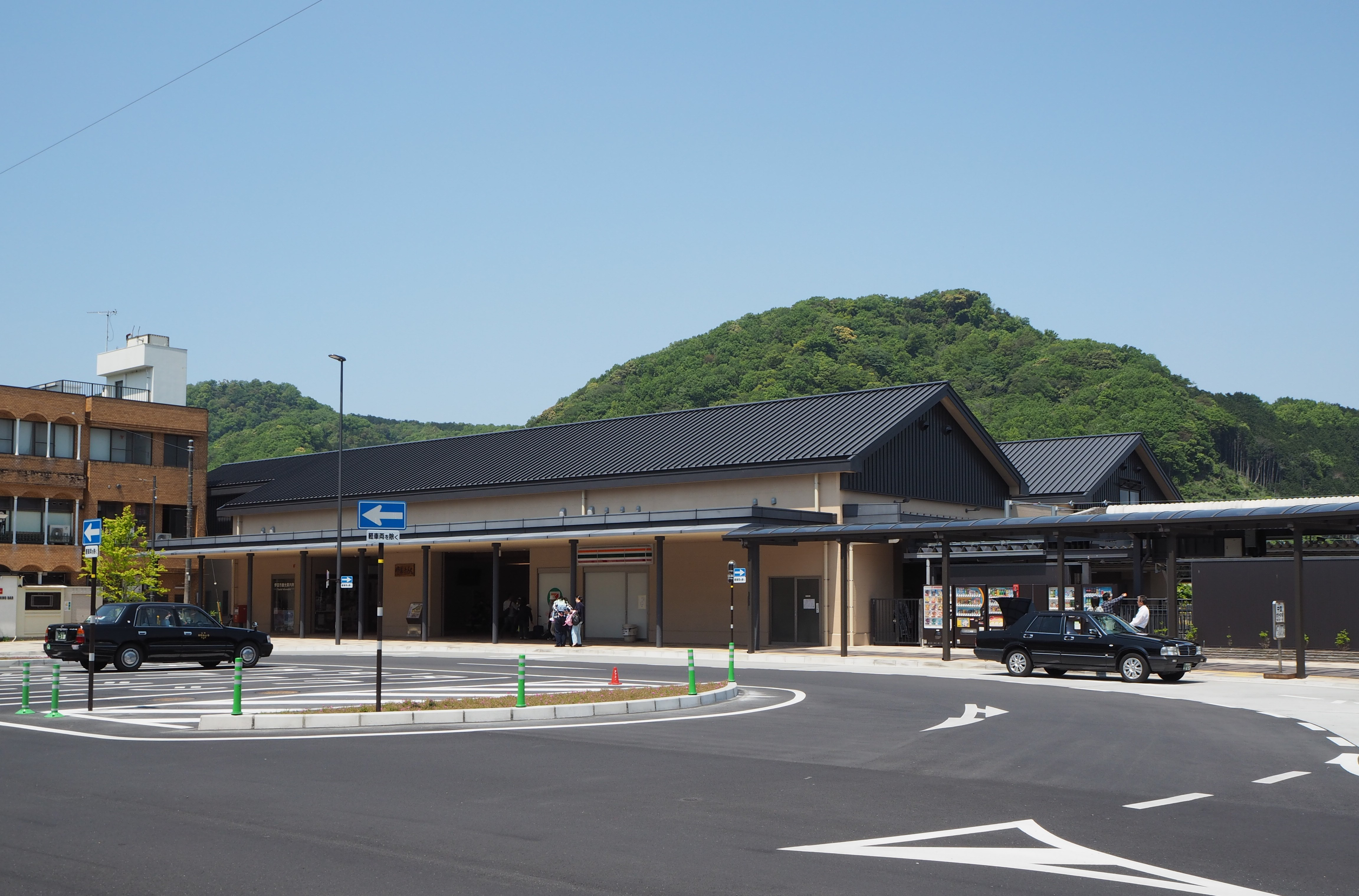
南出口
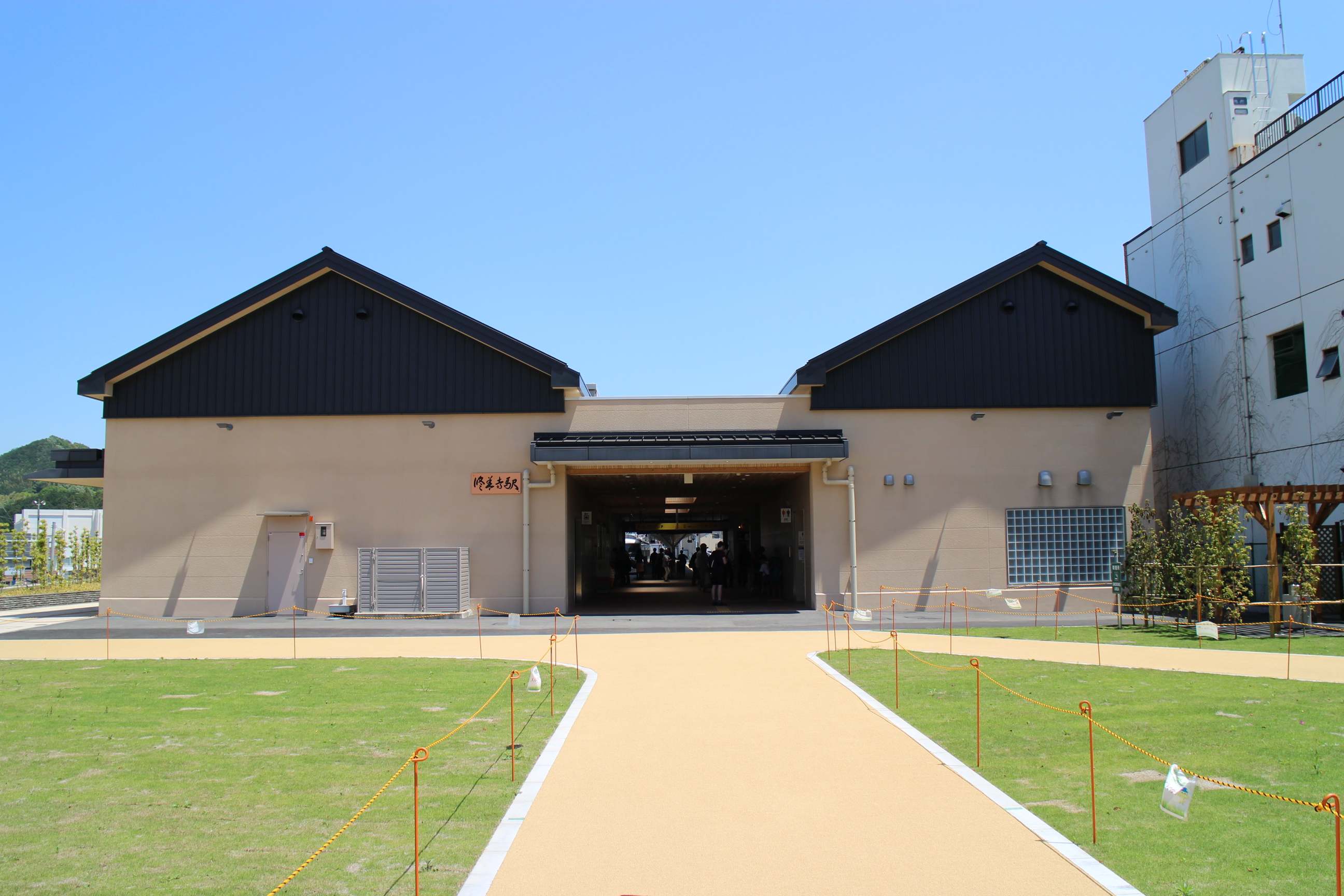
西出口
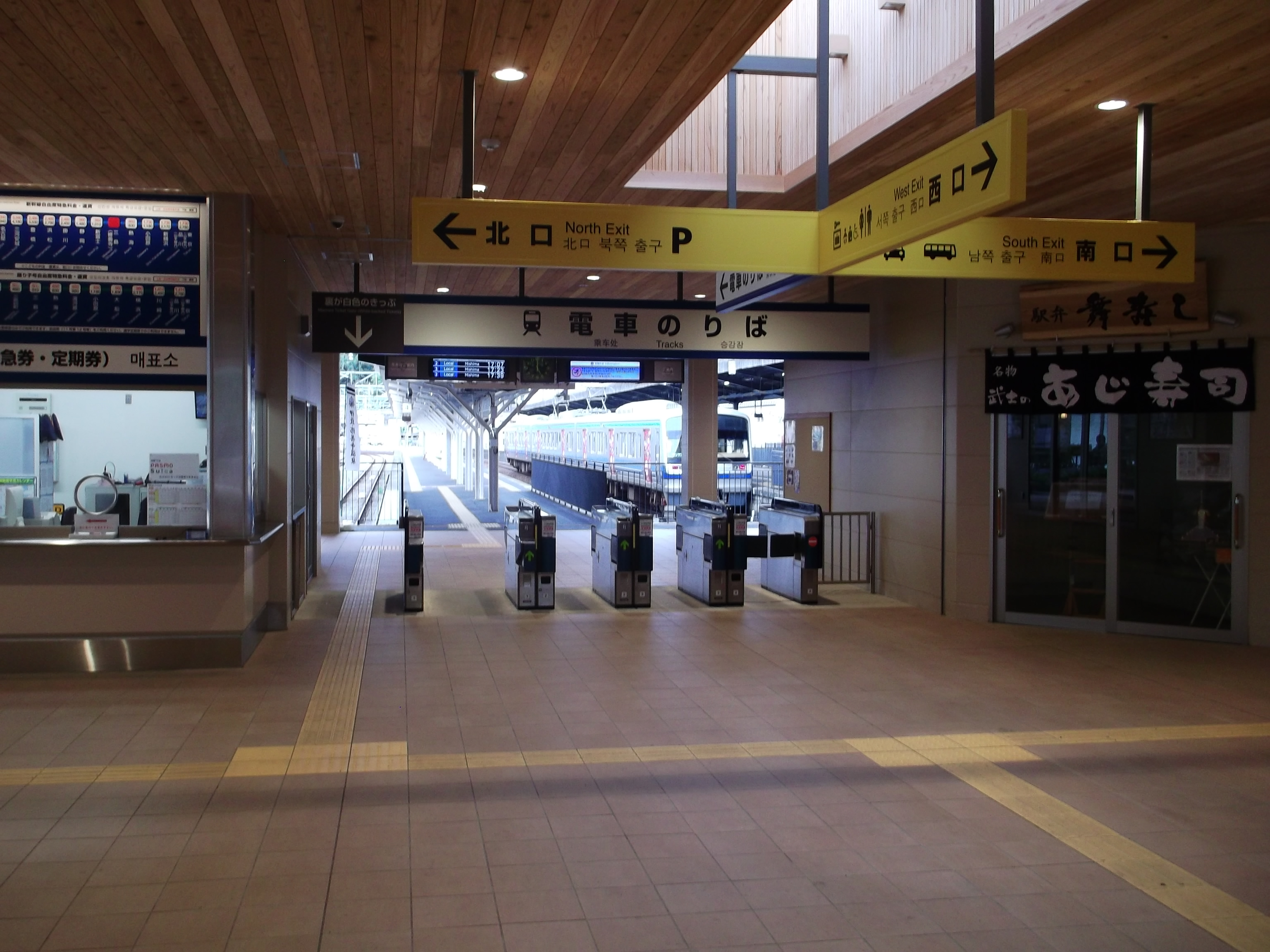
檢票口
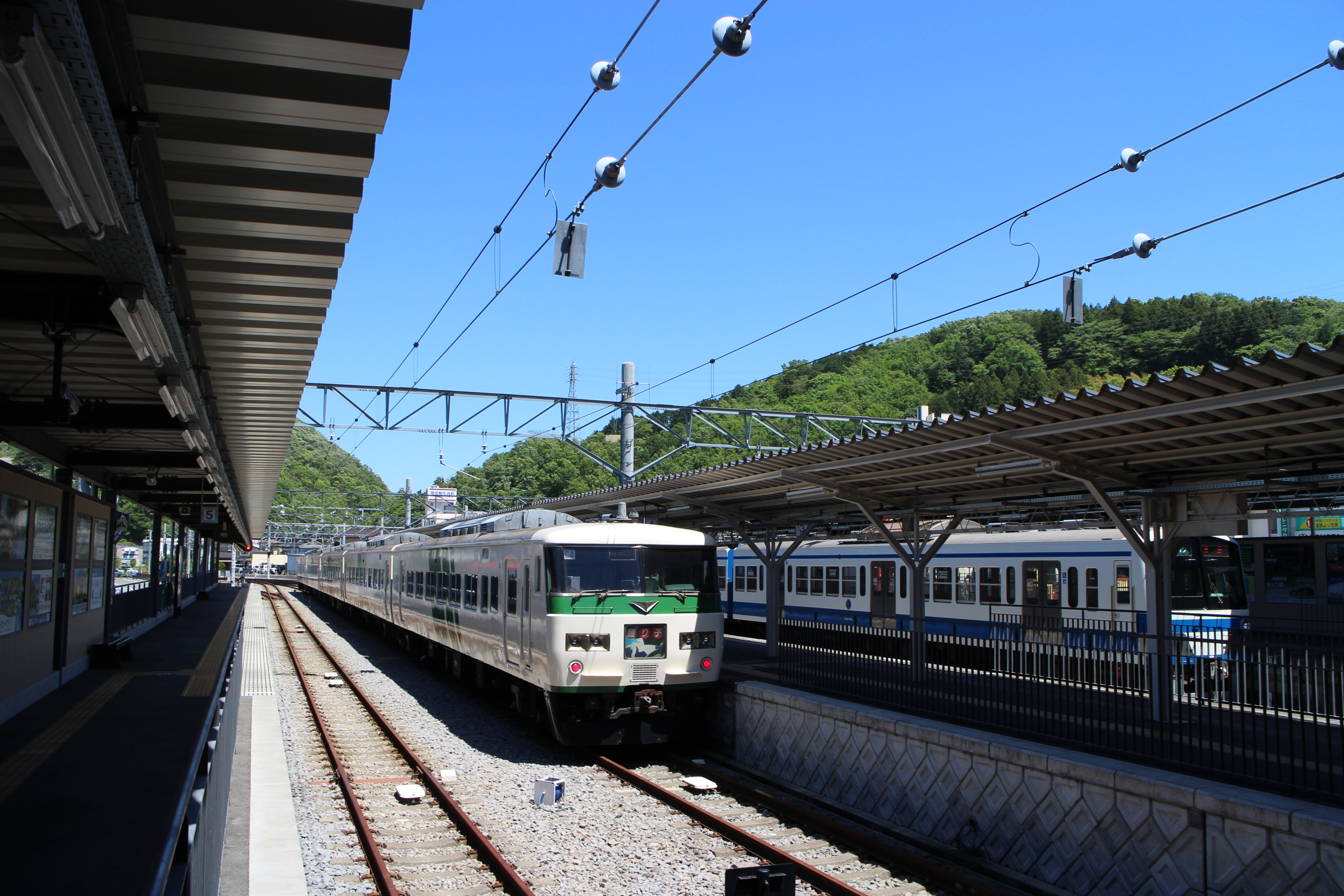
月台
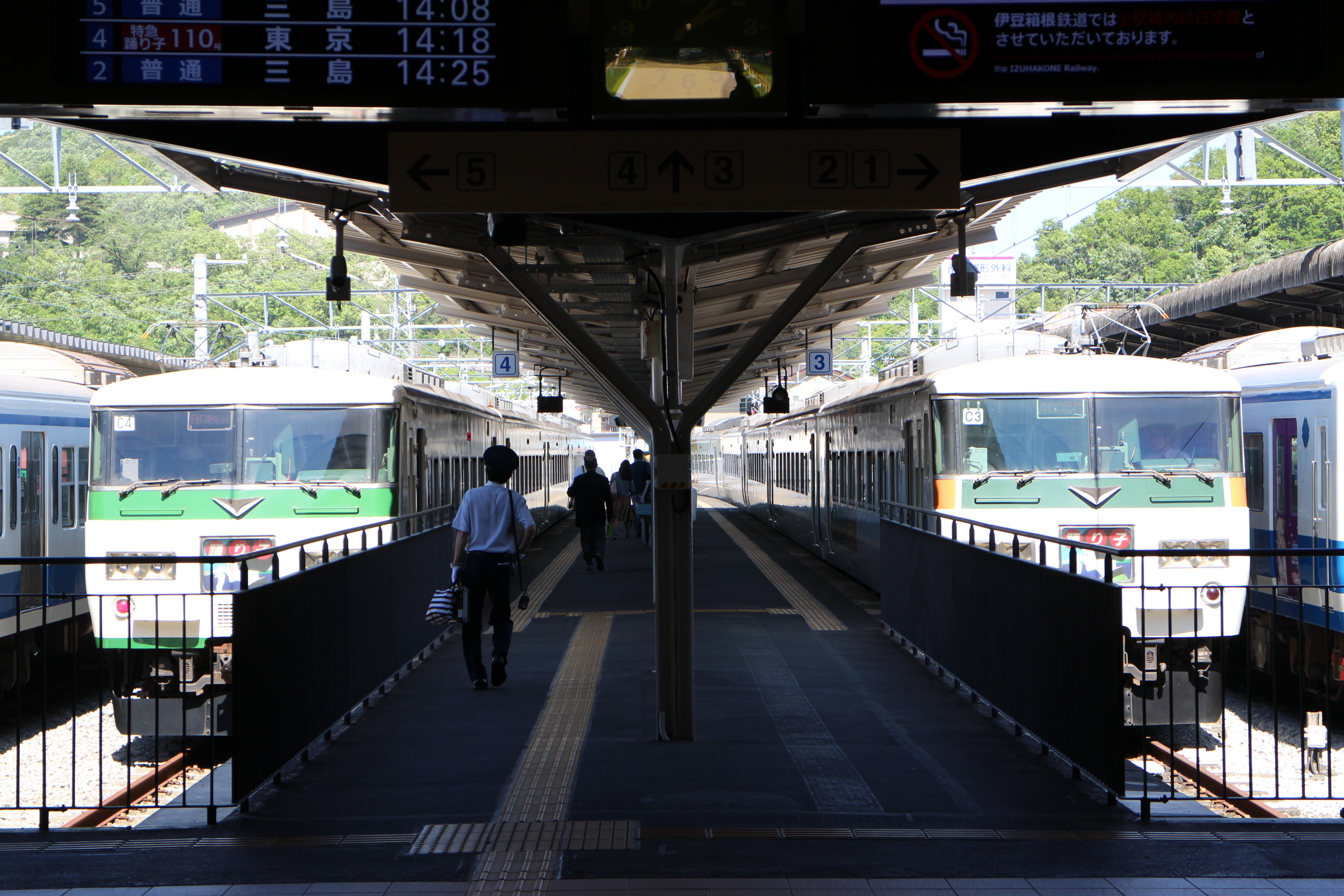
3、4號月台停站中的踊子號
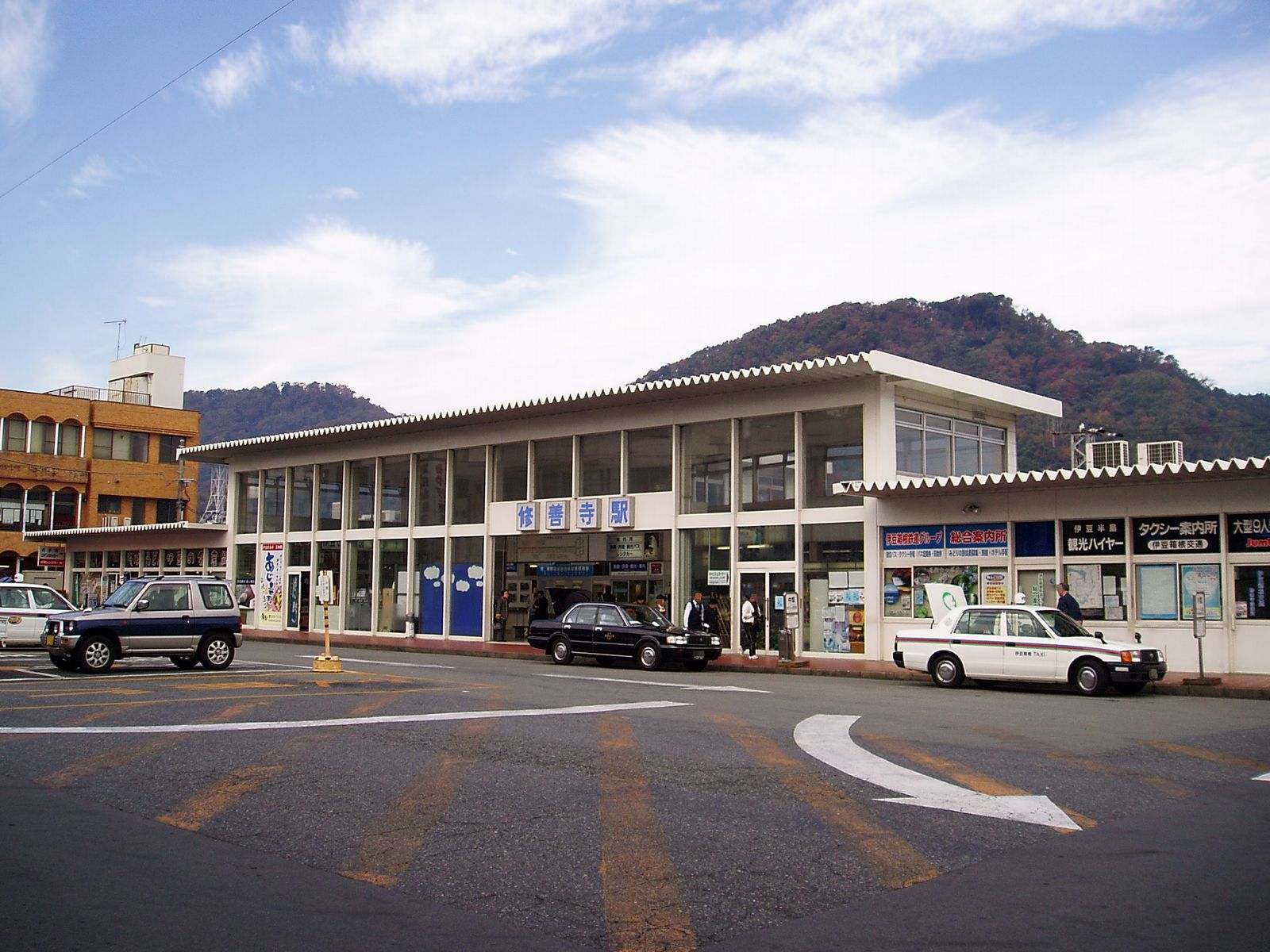
舊車站大樓全景
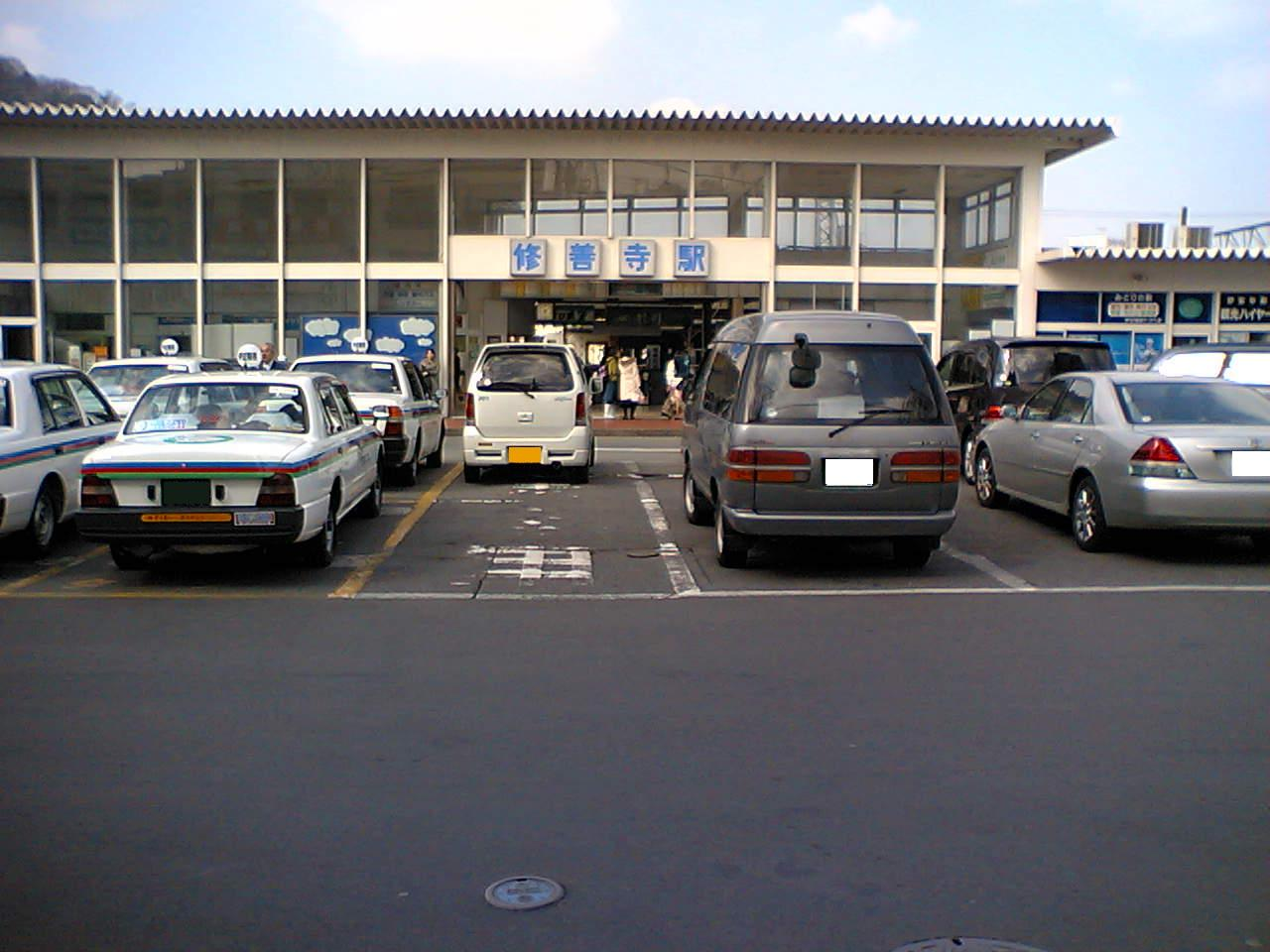
望向舊車站大樓正面出入口
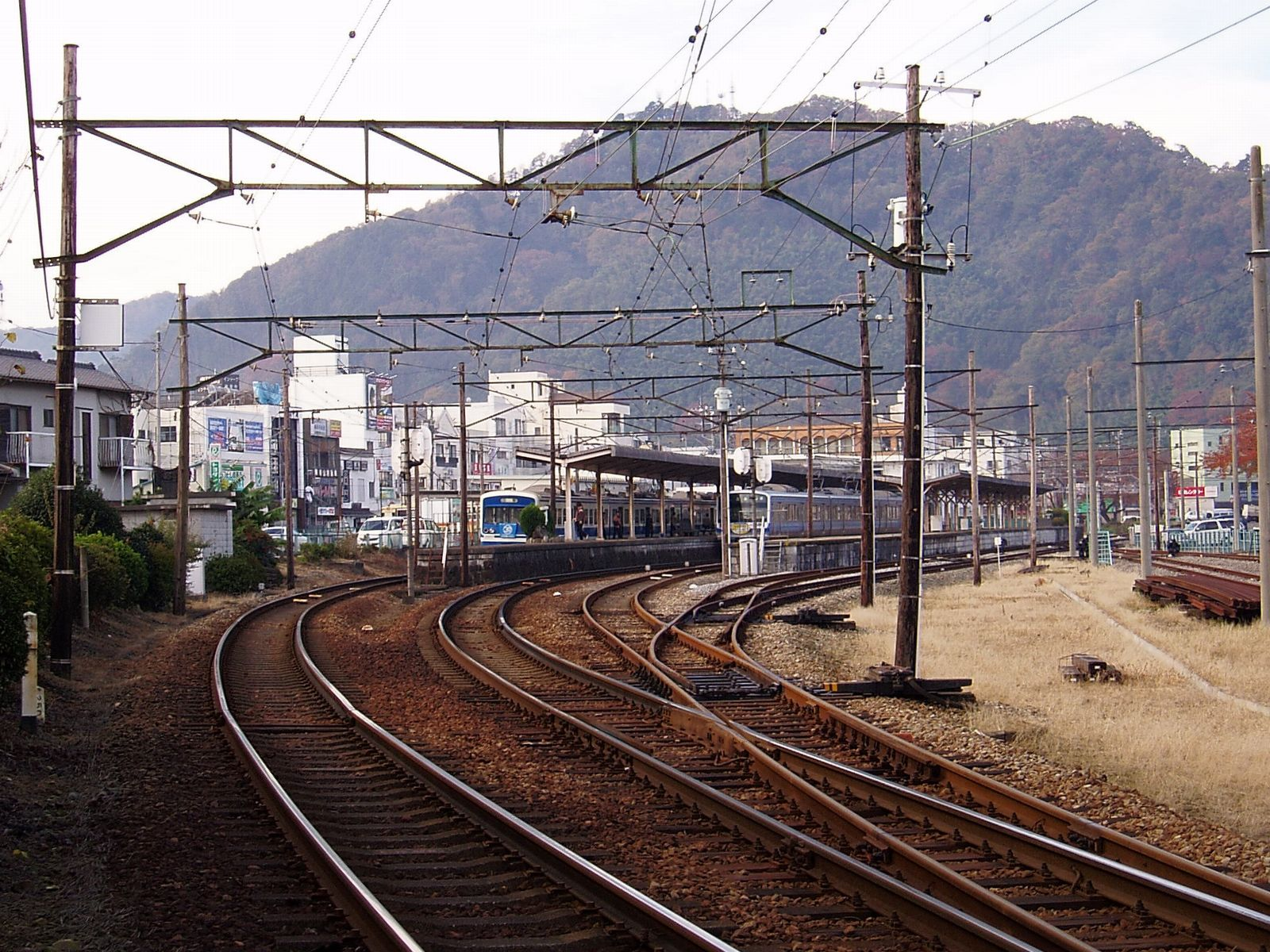
從三島一方的平交道望向站內

## 相鄰車站
伊豆箱根鐵道
■駿豆線
■特急「踊子」
大仁（IS11）－修善寺（IS13）
■普通
牧之鄉（IS12）－修善寺（IS13）

## 注腳

### 使用狀況
1. ↑  靜岡縣統計年鑑1993（平成5年）PDF（日語）
2. ↑  靜岡縣統計年鑑1994（平成6年）PDF（日語）
3. ↑  靜岡縣統計年鑑1995（平成7年）PDF（日語）
4. ↑  靜岡縣統計年鑑1996（平成8年）PDF（日語）
5. ↑  靜岡縣統計年鑑1997（平成9年）PDF（日語）
6. ↑  靜岡縣統計年鑑1998（平成10年）PDF（日語）
7. ↑  靜岡縣統計年鑑1999（平成11年）PDF（日語）
8. ↑  靜岡縣統計年鑑2000（平成12年）PDF（日語）
9. ↑  靜岡縣統計年鑑2001（平成13年）PDF（日語）
10. ↑  靜岡縣統計年鑑2002（平成14年）PDF（日語）
11. ↑  靜岡縣統計年鑑2003（平成15年）PDF（日語）
12. ↑  靜岡縣統計年鑑2004（平成16年）PDF（日語）
13. ↑  靜岡縣統計年鑑2005（平成17年）PDF（日語）
14. ↑  靜岡縣統計年鑑2006（平成18年）PDF（日語）
15. ↑  靜岡縣統計年鑑2007（平成19年）PDF（日語）
16. ↑  靜岡縣統計年鑑2008（平成20年）PDF（日語）
17. ↑  靜岡縣統計年鑑2009（平成21年）PDF（日語）
18. ↑  靜岡縣統計年鑑2010（平成22年）PDF（日語）
19. ↑  靜岡縣統計年鑑2011（平成23年）PDF（日語）
20. ↑  靜岡縣統計年鑑2012（平成24年）PDF（日語）
21. ↑  靜岡縣統計年鑑2013（平成25年）PDF（日語）
22. ↑  靜岡縣統計年鑑2014（平成26年）PDF（日語）
23. ↑  靜岡縣統計年鑑2015（平成27年）PDF（日語）
24. ↑  靜岡縣統計年鑑2016（平成28年）PDF（日語）
25. ↑  靜岡縣統計年鑑2017（平成29年）PDF（日語）
26. ↑  靜岡縣統計年鑑2018（平成30年）PDF（日語）

## 外部連結
- 伊豆箱根鐵道　修善寺站 （页面存档备份，存于）（日語）
- 路線資訊 （页面存档备份，存于）（日語） - 中伊豆東海巴士（日語）
- 伊豆箱根巴士路線圖 修善寺、中伊豆地區 （页面存档备份，存于）（日語） - 伊豆箱根巴士